# Maschinengeräusch
Das Maschinengeräusch ist ein fehlerhaftes Nebengeräusch des Herzens, welches bei der Auskultation des Herzens hörbar wird. Es ist ein prägnantes Strömungsgeräusch, welches über die Dauer der gesamten Phase der Herzaktion, also während der Kontraktion und Erschlaffung (Systole und Diastole) hörbar ist. Es ist langgezogen, rumpelnd-pochend und erreicht seine maximale Lautstärke in der späten Systole.
Ursache für dieses Nebengeräusch sind Fließturbulenzen infolge einer fehlenden oder unvollständigen Rückbildung des Ductus arteriosus (Botalli), welcher beim Fötus eine den Lungenkreislauf umgehende Verbindung zwischen Aorta und Lungenarterie ist. Das Maschinengeräusch wird bei der Herzauskultation am deutlichsten in der Höhe des sogenannten Erb-Punktes gehört, also im dritten Intercostalraum links parasternal.